# PhotoStory
PhotoStory - program do tworzenia multimedialnych pokazów ze zdjęć zapisywanych w plikach AVI, tworzony przez Microsoft.